# 徐塘庄站
徐塘庄站是一个陇海线上的铁路车站，位于江苏省徐州市新沂市徐塘庄乡，建于1925年，目前为四等站，邮政编码为221414。目前客运：办理旅客乘降；行李、包裹托运；货运：办理整车货物发到；不办理危险货物发到。